# DJ.ナイク
DJ.ナイク（ディージェイ.ないく、6月19日 - ）は、ナレーター・ラジオパーソナリティ。
以前は本名である内藤 忠（ないとう ただし）で活動していたが、徐々に現在の芸名を使用するようになる。東京俳優生活協同組合所属。生年は不明。神奈川県出身。俳協ボイスアクターズスタジオ第2期生。

## 出演番組

### テレビ
- エンタの神様（日本テレビ）
- 恋愛部活（日本テレビ）
- NNNニュースプラス1→NNN Newsリアルタイム・特集コーナー（日本テレビ）
- メントレG（フジテレビ）
- 水バラ 路線バスで鬼ごっこ (テレビ東京）
- スキヤキ!!ロンドンブーツ大作戦（テレビ東京）
- MUSIC JAPAN (岩手めんこいテレビ)
- music holic（岩手めんこいテレビ）
- Xゲーム（NHK BS1）
- ブリングバックミュージック（BS日テレ）
- シネマ中毒EX（スカイパーフェクTV!） など
- でじたるのバカ2( - 2008.9)
- デジタルの根性(2008.10 - 、日本テレビ）
- ショップ・マニフィカ「ディスコフリーク」（東京テレビランド）
- ギブアップ嬢（日本テレビ）
- 地球★アステク（BSジャパン）
- 世界ナゼそこに?日本人 〜知られざる波瀾万丈伝〜（テレビ東京）
- SMAP×SMAP（フジテレビ）
- スポーツ酒場 語り亭（NHK BS1、2021年からバッキー木場と各回交替で担当）

※いずれもナレーション

### ラジオ
- カタクリコホットライン・ゴールドラッシュ（エモーショナル・ビート内）（TOKYO FM）
- カヤとナイクのスプラッシュナイト（TOKYO FM）
- フライデースペシャル　A to Z（TOKYO FM）
- フライデイズ・キング（TOKYO FM）
- MAZDA SUPER SUNDAY（ラヴ・ステーション内）（TOKYO FM）
- 内藤忠と山中崇志のミリオンナイツ（TOKYO FM）
- DJナイクのスーパーフライデーリクエスト（JFNC）
- DJナイクのeトーク（ふくしまFM）
- 雄治・ナイクのSaturday Nice Try（文化放送）
- D-Chance（TBSラジオ）
- Egg Station（TAMAらいふ21のイベントラジオ、1993年4月 - 11月）
- SEVEN Spirits（JFNC）

### 映画
- バカリズム THE MOVIE（2012年） - MC ※声の演出

### テレビアニメ
- ポプテピピック TVスペシャル（2019年、第13話ナレーション）
- 真夜中ぱんチ（2024年、ナレーション）

### Webアニメ
- サイバーパンク エッジランナーズ（2022年、ラジオDJ）

### ゲーム
- スノボキッズ（ナレーション）※「内藤 忠」名義
- スノボキッズプラス（ナレーション）
- ファイナルファンタジーXIV 黄金のレガシー（2024年、メテム）

### CM
- 本田技研工業 「フリードスパイク」（2011年）- ナレーション

### DVD
- サンドウィッチマンのエンタねた（2008年、2010年） - ナレーション